# Ludi Megalenses

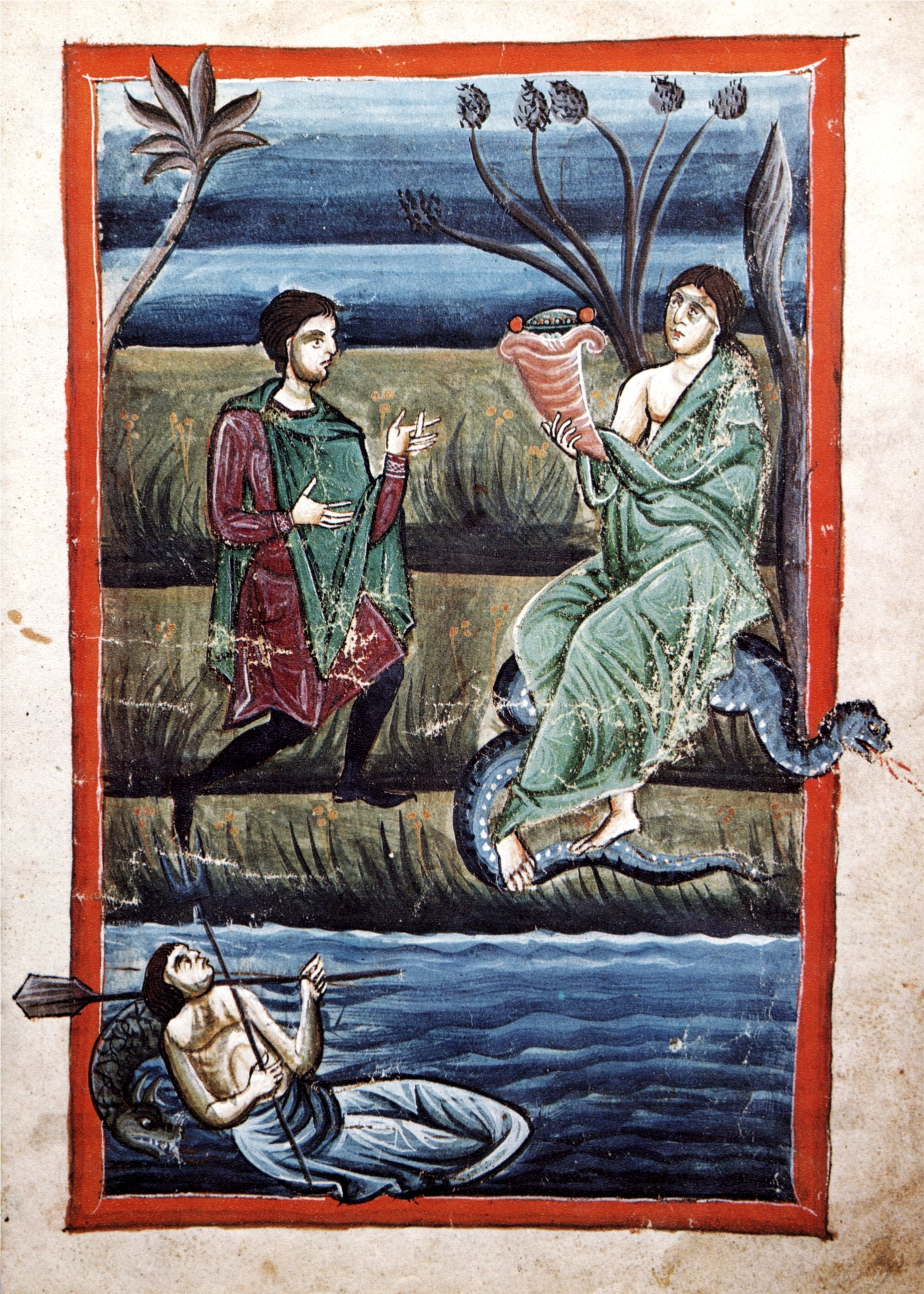
Illustration eines Anrufungsgedichtes an die göttliche Mutter Erde (Medicina antiqua, 13. Jahrhundert)

Die Ludi Megalenses (auch Megalensia; Spiele der Magna Mater Idaea) waren im römischen Kalender vom 4. bis 11. April als offizielle Feriae stativae der Magna Mater gewidmet. Unmittelbar an die Ludi Megalenses schlossen sich die Ludi Cereris an, die am 12. April im Rahmen der Feierlichkeiten für die Göttin Ceres begannen.
Der letzte Tag der Ludi Megalenses war zugleich der Weihungstag des 191 v. Chr. gegründeten Tempels der Magna Mater Idaea, der ihr auf dem Palatin an der dem Circus Maximus zugewandten Seite erbaut wurde. Zunächst hatte der 294 v. Chr. während des zweiten Konsulats des Lucius Postumius Megellus der Victoria erbaute Victoria-Tempel das Kultbild der Magna Mater Idaea beherbergt, nachdem der Magna-Mater-Kult aufgrund eines Spruches der sibyllinischen Bücher während des Zweiten Punischen Krieges im Jahr 204 v. Chr. in Rom eingeführt wurde. In Gestalt eines schwarzen Meteorsteins hatte eine römische Gesandtschaft zuvor aus dem phrygischen Heimatheiligtum der Magna Mater in Pessinus ihr Kultbild überführt. Der Stein wurde in eine Silberstatue eingearbeitet.
Im Rahmen des Festprogramms fanden unter anderem Theateraufführungen (ludi scaenici) und Wagenrennen im Circus Maximus (ludi circenses) statt. Während der Ludi Megalenses wurden unter anderem vier Komödien des Terenz sowie ein Werk von Plautus uraufgeführt. Die Fasti Antiates maiores und die Fasti Quirinales, die außerdem den Abschlusstag des 11. April als EN-Tag einordnen, stellen die ältesten Fasti-Textzeugen dar. Spätere Fasti-Überlieferungen enthalten einen Übertragungsfehler, weshalb die dort angegebene Festdauer 4. bis 10. April als unzutreffend anzusehen ist.